# Mandiner
«Mandiner» — угорська група новинних видань правого спрямування, до якої входять щотижневий новинний журнал «Mandiner» та інтернет-портали mandiner.hu і Makronóm.mandiner (makronom.mandiner.hu), кожне з яких має окреме керівництво. Видавець — компанія Mandiner Press Kft, заснована у 2017 році, яка належить до групи Центральноєвропейського фонду преси та медіа (KESMA). «Mandiner» є наступником новинного видання, яке на початку 2000-х років виходило під егідою «Фіделітас» (Fidelitas), молодіжного осередку угорської націонал-консервативної партії «Фідес», яка керує Угорщиною з 2010 року.
Друкована щотижнева версія виходить з 12 вересня 2019 року.

## Приналежність
«Mandiner» ідентифікує себе як націонал-ліберальну та націонал-консервативну партію. Вона також використовує слово «szabadelvű» для опису своєї лінії, яка є особливою угорською версією лібералізму, що бере свій початок у XIX столітті. «Ми не є незалежними, але ми також дивимося на себе і близький до нас політичний табір з іронією. Ми віримо в розмаїття думок, свободу, традиції та угорську історію…» — написав «Mandiner» на своїй сторінці у Facebook.